# شیرشاه یک و نیم
شیرشاه ½۱ (انگلیسی: The Lion King 1½) یک انیمیشن ویدئوی کمدی به کارگردانی بردلی ریموند است که در سال ۲۰۰۴ منتشر شد. داستان این فیلم وقایع قبل آشنایی تیمون و پومبا با سیمبا را نشان می‌دهد. این انیمیشن رابطه تنگاتنگی با فیلم شیرشاه ۱ دارد و در بعضی صحنه‌ها سکانس‌های آن فیلم در این داستان می‌آیند.

## داستان
داستان فیلم از این قرار است که تیمون از خرابکاری‌های خویش در جامعه اش خسته می‌شود و با بلندپروازی‌های خود همه را در خطر می‌اندازد. در نهایت او به دنبال رویاهای خویش به راه می‌افتد و با پومبا گرازی که به جمع عادت ندارد و او نیز خرابکاری‌هایی می‌کند، آشنا و باهم همراه می‌شوند و در نهایت با ماجراهای بسیاری رویارو می‌شوند.

## نکات
در این فیلم به صورت پنهانی صورت میکی ماوس موش مشهور والت دیزنی به نمایش در می‌آید. اولین بار موش در بین ستارگان است، جایی که میمون دانا و تیمون هم را ملاقات می‌کنند، بار دوم در شکاف‌های زمین در سکانس آشنایی تیمون و پومبا، بار سوم در حین سقوط این دو دوست از آبشار با سه سنگ گرد به نمایش درآمده و در نهایت جایی که سیمبا، پومبا و تیمون روی تاب‌هایی در هوا معلق اند، می‌توانید او را در پایین صحنه ملاحظه کنید.
در واقع الهام دو شخصیت تیمون و پومبا از واقعیت زمانی بود که یک گراز و یک موش صحرایی در کنار هم در مناطق ساوان در آمریکا دیده شده بودند که با هم قدم می‌زدند.